# François Rabin
François Rabin, estimé être né vers 1740 près de Coron (Maine-et-Loire) et mort vers 1794 à Angers (Maine-et-Loire), est un ecclésiastique et homme politique français. Il fait partie des 291 députés à représenter le clergé aux États généraux convoqués à Versailles par Louis XVI en 1789.

## Biographie

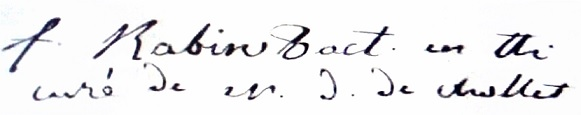
Olographe de François Rabin curé de Notre-Dame de Cholet en 1776.

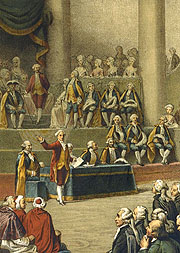
Ouverture des États généraux de 1789 à Versailles.

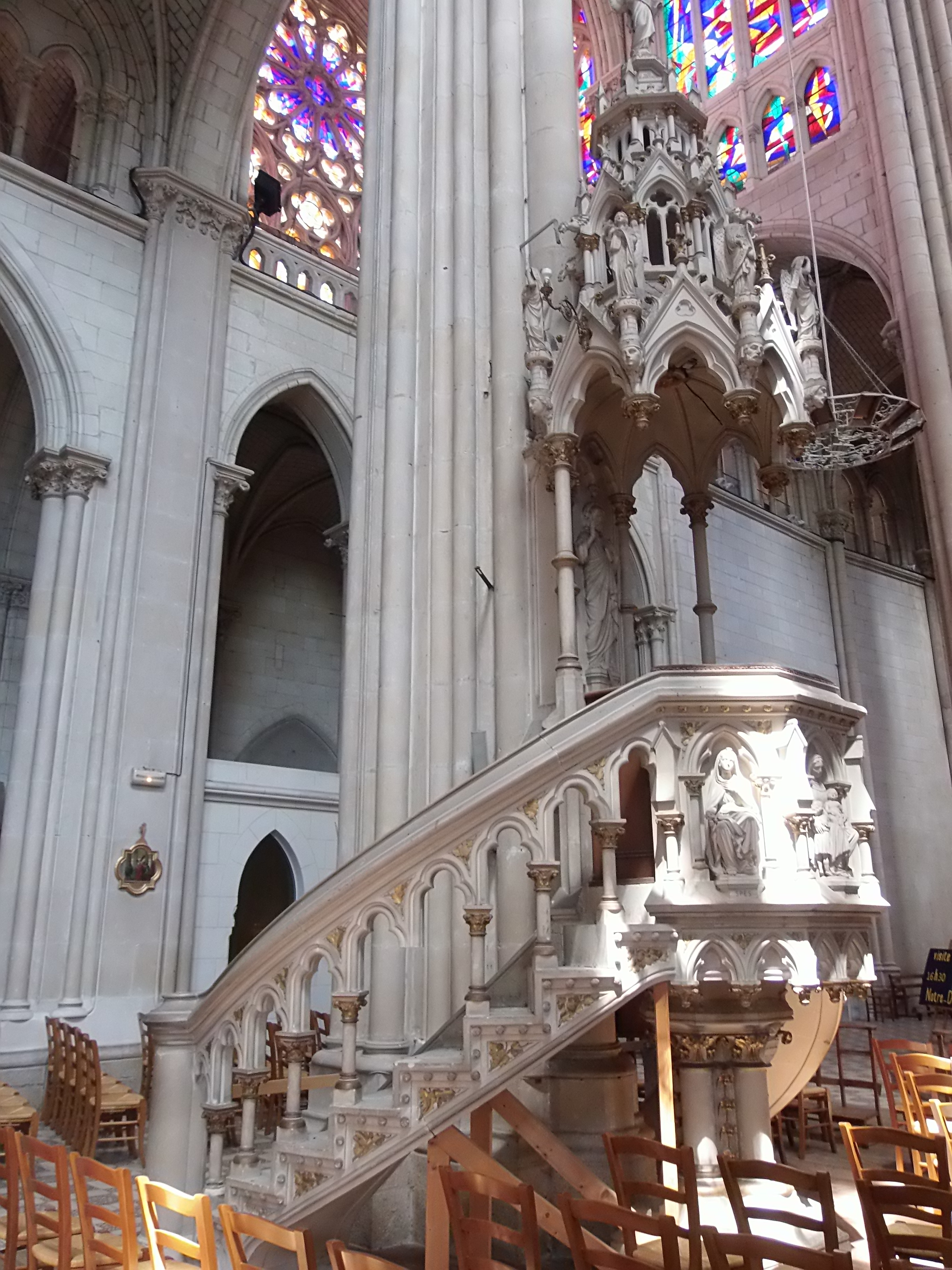
Chaire historique en l'église Notre-Dame de Cholet.

François Rabin, on l'a écrit né à Coron le 1er juillet 1740 mais, en octobre 2021, il est définitivement identifié comme étant né le 25 janvier 1742 à La Tourlandry,. Fils de François Rabin et Françoise Élisabeth Marie Rouleau, mariés à Vezins en 1735, il a quatre frères connus dont deux ont habité à Cholet, un autre à Rochefort-sur-Mer. L'un d'eux Joseph Vincent Rabin, est curé à Saint-Aubin-de-Baubigné avant 1793. Parmi d'autres preuves, François Rabin officie le mariage de son frère Mathurin Rabin, avec Marguerite Routiault, le 2 juillet 1776 à Cholet Notre-Dame et est cité comme parrain de plusieurs de ses neveux nés en cette ville. Son grand-père maternel, Mathurin Rouleau est greffier à Chemillé et son grand-oncle maternel François Rouleau, notaire royal à Vezins.

## Ministère et engagement politique
Après avoir obtenu un doctorat en théologie à Angers en 1768, d'abord vicaire à Coron en 1767, puis à Maulévrier en 1771, il devient curé de Rochefort-sur-Mer fin 1772 et enfin curé de la paroisse Notre-Dame de Cholet en 1774. Ayant notoriété en sa ville, le 26 mars 1789 il est élu député du clergé aux États généraux de 1789, le seul choletais désigné pour la sénéchaussée d'Angers. Il est l'un des premiers à demander la réunion des trois ordres. En fonction de l'évolution des évènements, il donne sa démission de député le 5 novembre 1789 pour raisons de santé. Refusant le serment et protestant contre la nomination d'un curé constitutionnel à Notre-Dame de Cholet, il écrit un manifeste destiné aux plus hautes autorités de la République pour contester les mesures vexatoires à l'égard du clergé.
Les catholiques choletais trouvent la parade. L’idée est soufflée par M. Bourasseau de La Renollière, membre du conseil général de Maine-et-Loire, qui assiste aux messes que l’abbé continue de célébrer à La Séguinière. On invoque l’Édit de tolérance de 1787 par lequel Louis XVI avait accordé un état civil à ses sujets protestants. C'est ainsi que François Rabin demande au Département le 16 juin 1791, l’autorisation d’acheter ou de bâtir un temple pour y dire la messe, afin de continuer à célébrer légalement le culte en marge de l’Église constitutionnelle.

## Soulèvement vendéen
Officiant désormais clandestinement, François Rabin se range dès lors du côté des opposants à la Révolution. Il est arrêté plusieurs fois, en juin 1791, puis en janvier 1793, conduit cette fois à Nantes il est emprisonné au Bouffay, d'où il s'évade avec des complicités, puis se rallie à l'armée de Vendée.
Après la virée de  Galerne puis le siège d'Angers, caché dans une ferme près de Pellouailles-les-Vignes dans les environs d'Angers, on l'y relève avoir succombé à la dysenterie début décembre 1793. Selon l'approximation d'une autre source officielle il est estimé mort le 1er juillet 1794 à Angers.
Son frère Joseph, curé de Saint-Aubin-de-Baubigné, aussi obligé de se cacher, selon Théophile Gabard : « ...plus tard, il suivit l'armée vendéenne au delà de la Loire, où il fut tué, peu après avoir repassé le fleuve pour retourner dans sa paroisse ».